# Kolumbia az 1960. évi nyári olimpiai játékokon
Kolumbia az olaszországi Rómában megrendezett 1960. évi nyári olimpiai játékok egyik részt vevő nemzete volt. Az országot az olimpián 5 sportágban 16 sportoló képviselte, akik érmet nem szereztek.

## Kerékpározás

### Országúti kerékpározás
| Versenyző                                                      | Versenyszám     | Idő             | Helyezés      |
| -------------------------------------------------------------- | --------------- | --------------- | ------------- |
| Rubén Darío Gómez                                              | Mezőnyverseny   | 4:20:57 (+0:20) | 27.           |
| Ramón Hoyos                                                    | Mezőnyverseny   | 4:21:38 (+1:01) | 48.           |
| Pablo Hurtado                                                  | Mezőnyverseny   | nem ért célba   | nem ért célba |
| Hernán Medina                                                  | Mezőnyverseny   | 4:20:57 (+0:20) | 28.           |
| Roberto Buitrago Rubén Darío Gómez Pablo Hurtado Hernán Medina | Csapat időfutam | 2:25:39,88      | 16.           |

### Pálya-kerékpározás
Sprintverseny
| Versenyző     | Versenyszám  | 1. forduló               | 1. forduló | Vigaszág selejtező   | Vigaszág selejtező | Vigaszág döntő         | Vigaszág döntő | Nyolcaddöntő                                   | Nyolcaddöntő | Vigaszág selejtező                               | Vigaszág selejtező | Vigaszág döntő                    | Vigaszág döntő | Negyeddöntő          | Elődöntő             | Döntő                | Helyezés    |
| Versenyző     | Versenyszám  | Ellenfelek Győztes idő   | Hely.      | Ellenfél Győztes idő | Hely.              | Ellenfelek Győztes idő | Hely.          | Ellenfelek Győztes idő                         | Hely.        | Ellenfelek Győztes idő                           | Hely.              | Ellenfél Győztes idő              | Hely.          | Ellenfél Győztes idő | Ellenfél Győztes idő | Ellenfél Győztes idő | Helyezés    |
| ------------- | ------------ | ------------------------ | ---------- | -------------------- | ------------------ | ---------------------- | -------------- | ---------------------------------------------- | ------------ | ------------------------------------------------ | ------------------ | --------------------------------- | -------------- | -------------------- | -------------------- | -------------------- | ----------- |
| Mario Vanegas | Férfi egyéni | Karl Barton (GBR) · 12,4 | 1.         |                      |                    |                        |                | Leo Sterckx (BEL) · Arie de Graaf (NED) · 11,3 | 3.           | André Gruchet (FRA) · Arie de Graaf (NED) · 11,8 | 1.                 | Valentino Gasparella (ITA) · 11,4 | 2.             | kiesett              | kiesett              | kiesett              | helyezetlen |

Időfutam
| Versenyző    | Versenyszám  | Idő     | Helyezés |
| ------------ | ------------ | ------- | -------- |
| Diego Calero | Férfi egyéni | 1:14,18 | 22.      |

## Műugrás
Férfi
| Versenyző        | Versenyszám    | Selejtező | Selejtező | Elődöntő | Elődöntő | Elődöntő | Döntő   | Döntő   | Döntő    |
| Versenyző        | Versenyszám    | Pont      | Helyezés  | Pont     | Össz.    | Helyezés | Pont    | Össz.   | Helyezés |
| ---------------- | -------------- | --------- | --------- | -------- | -------- | -------- | ------- | ------- | -------- |
| Federico Andrade | Egyéni műugrás | 41,43     | 29.       | kiesett  | kiesett  | kiesett  | kiesett | kiesett | kiesett  |

## Sportlövészet
Férfi
| Versenyző           | Versenyszám           | Selejtező | Selejtező | Selejtező | Döntő   | Döntő    |
| Versenyző           | Versenyszám           | Csoport   | Pont      | Helyezés  | Pont    | Helyezés |
| ------------------- | --------------------- | --------- | --------- | --------- | ------- | -------- |
| Noé Balvin          | Szabadpisztoly        | A         | 323       | 29.       | kiesett | 59.      |
| Hernando Hoyos      | Szabadpisztoly        | B         | 319       | 31.       | kiesett | =60.     |
| José María Vallsera | Sportpuska, összetett | A         | 527       | 29.       | kiesett | 56.      |

## Súlyemelés
| Versenyző        | Versenyszám | Nyomás   | Nyomás   | Szakítás                 | Szakítás                 | Lökés    | Lökés    | Összesen | Helyezés |
| Versenyző        | Versenyszám | Eredmény | Helyezés | Eredmény                 | Helyezés                 | Eredmény | Helyezés | Összesen | Helyezés |
| ---------------- | ----------- | -------- | -------- | ------------------------ | ------------------------ | -------- | -------- | -------- | -------- |
| Jorge Pineda     | 60 kg       | 95,0     | =11.     | érvényes kísérlet nélkül | érvényes kísérlet nélkül | 110,0    | =21.     | kiesett  | kiesett  |
| Ney López        | 67,5 kg     | 110,0    | =11.     | 107,5                    | =9.                      | 140,0    | =8.      | 357,5    | 9.       |
| Carlos Caballero | 75 kg       | 105,0    | =18.     | 112,5                    | =10.                     | 140,0    | =12.     | 357,5    | 15.      |

## Vívás
Férfi
| Versenyző        | Versenyszám       | Csoportkör | Csoportkör | Csoportkör        | Csoportkör | Csoportkör        | Csoportkör  | Csoportkör        | Csoportkör | Csoportkör        | Csoportkör | Helyezés    |
| Versenyző        | Versenyszám       | 1. kör | 1. kör     | 2. kör            | 2. kör     | Negyeddöntő       | Negyeddöntő | Elődöntő          | Elődöntő   | Döntő             | Döntő      | Helyezés    |
| Versenyző        | Versenyszám       | Ellenfél Eredmény | Hely.      | Ellenfél Eredmény | Hely.      | Ellenfél Eredmény | Hely.       | Ellenfél Eredmény | Hely.      | Ellenfél Eredmény | Hely.      | Helyezés    |
| ---------------- | ----------------- | --- | ---------- | ----------------- | ---------- | ----------------- | ----------- | ----------------- | ---------- | ----------------- | ---------- | ----------- |
| Jaime Duque      | Tőr, egyéni       | 10. csoport · Abderraouf El-Fassy (MAR) · 5-2 · Eberhard Mehl (EUA) · 2-5 · Ryszard Parulski (POL) · 3-5 · Albert Axelrod (USA) · 2-5 · Claudio Polledri (SUI) · nem vívtak                                 | 4.         | kiesett           | kiesett    | kiesett           | kiesett     | kiesett           | kiesett    | kiesett           | kiesett    | helyezetlen |
| Jaime Duque      | Párbajtőr, egyéni | 7. csoport · Allan Jay (GBR) · 1-5 · Dieter Fänger (EUA) · 0-5 · Berndt-Otto Rehbinder (SWE) · 2-5 · Ali Annabi (TUN) · 0-5 · Abelardo Menéndez (CUB) · 4-5 · Gilbert Orengo (MON) · 3-5                    | 7.         | kiesett           | kiesett    | kiesett           | kiesett     | kiesett           | kiesett    | kiesett           | kiesett    | helyezetlen |
| Jaime Duque      | Kard, egyéni      | 5. csoport · Jakov Rilszkij (URS) · 0-5 · Ladislau Rohony (ROU) · 1-5 · Alexander Leckie (GBR) · 2-5 · Juan Larrea (ARG) · 0-5 · William Fajardo (MEX) · 3-5                                                | 6.         | kiesett           | kiesett    | kiesett           | kiesett     | kiesett           | kiesett    | kiesett           | kiesett    |             |
| Emilio Echeverry | Kard, egyéni      | 8. csoport · Roberto Ferrari (ITA) · 0-5 · Dumitru Mustață (ROU) · 1-5 · Alfonso Morales (USA) · 2-5 · Ralph Cooperman (GBR) · 1-5 · Raoul Barouch (TUN) · 1-5                                              | 6.         | kiesett           | kiesett    | kiesett           | kiesett     | kiesett           | kiesett    | kiesett           | kiesett    | helyezetlen |
| Emilio Echeverry | Tőr, egyéni       | 12. csoport · André Verhalle (BEL) · 5-3 · Alberto Pellegrino (ITA) · 3-5 · Ion Drîmbă (ROU) · 0-5 · Carl Schwende (CAN) · 0-5 · Brian Hamilton (IRL) · nem vívtak · Mohamed Ben Joullon (MAR) · nem vívtak | 6.         | kiesett           | kiesett    | kiesett           | kiesett     | kiesett           | kiesett    | kiesett           | kiesett    | helyezetlen |
| Emilio Echeverry | Párbajtőr, egyéni | 1. csoport · Bohdan Gonsior (POL) · 5-4 · Raoul Barouch (TUN) · 5-2 · Charles El-Gressy (MAR) · 5-3 · Jacques Guittet (FRA) · 1-5 · Brian Pickworth (NZL) · 2-5 · Rájátszás: · Bohdan Gonsior (POL) · 4-5   | 4.         | kiesett           | kiesett    | kiesett           | kiesett     | kiesett           | kiesett    | kiesett           | kiesett    | helyezetlen |